# Semicassis angasi
Semicassis angasi is een slakkensoort uit de familie van de Cassidae. De wetenschappelijke naam van de soort is voor het eerst geldig gepubliceerd in 1927 door Tom Iredale.